# Rev-Raptor
Rev-Raptor je třinácté studiové album německé heavy metalové skupiny U.D.O. Album vyšlo 20. května 2011 u AFM Records. Album produkoval kytarista Stefan Kaufmann.

## Seznam skladeb
| Pořadí         | Název                   | Hudba                             | Text                    | Délka |
| -------------- | ----------------------- | --------------------------------- | ----------------------- | ----- |
| 1.             | Rev-Raptor              | Kaufmann, Dirkschneider, Wienhold | Kaufmann, Dirkschneider | 3:41  |
| 2.             | Leatherhead             | Kaufmann, Dirkschneider           | Kaufmann, Dirkschneider | 4:09  |
| 3.             | Renegade                | Kaufmann, Dirkschneider           | Kaufmann, Dirkschneider | 3:29  |
| 4.             | I Give as Good as I Get | Kaufmann, Dirkschneider, Weinhold | Kaufmann, Dirkschneider | 4:18  |
| 5.             | Dr. Death               | Kaufmann, Dirkschneider           | Kaufmann, Dirkschneider | 3:46  |
| 6.             | Rock 'n' Roll Soldiers  | Kaufmann, Dirkschneider           | Kaufmann, Dirkschneider | 4:16  |
| 7.             | Terrorvision            | Kaufmann, Dirkschneider           | Kaufmann, Dirkschneider | 3:59  |
| 8.             | Underworld              | Kaufmann, Dirkschneider           | Kaufmann, Dirkschneider | 4:18  |
| 9.             | Pain Man                | Kaufmann, Dirkschneider, Gianola  | Kaufmann, Dirkschneider | 3:53  |
| 10.            | Fairy Tales of Victory  | Kaufmann, Dirkschneider, Gianola  | Kaufmann, Dirkschneider | 4:01  |
| 11.            | Motor-Borg              | Kaufmann, Dirkschneider           | Kaufmann, Dirkschneider | 3:24  |
| 12.            | True Born Winners       | Kaufmann, Dirkschneider           | Kaufmann, Dirkschneider | 3:26  |
| 13.            | Days of Hope and Glory  | Kaufmann, Dirkschneider           | Kaufmann, Dirkschneider | 4:27  |
| Celková délka: | Celková délka:          | Celková délka:                    | Celková délka:          | 51:09 |

## Sestava
- Udo Dirkschneider – zpěv
- Stefan Kaufmann – kytara
- Igor Gianola – kytara
- Fitty Wienhold – baskytara
- Francesco Jovino – bicí